# The City and the City (2022)
The City and the City (griechisch Η πόλη και η πόλη) ist ein Historiendrama von Christos Passalis und Syllas Tzoumerkas, das im Februar 2022 bei der Berlinale seine Premiere feierte und am 8. April 2022 in die griechischen Kinos kam. Der Episodenfilm begleitet verschiedene Mitglieder der Jüdischen Gemeinde Thessalonikis über fünf Jahrzehnte hinweg und wurde teilweise in Schwarzweiß und teilweise in Farbe gedreht.

## Handlung / Inhalt
„In the Lord I put my trust; How can you say to my soul, „Flee as a bird to your mountain“?“

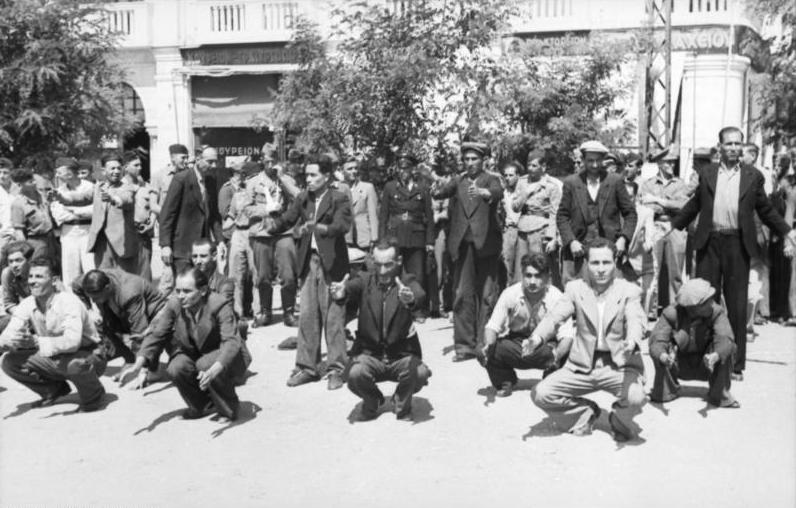
Jüdische Männer wurden in Thessaloniki zusammengetrieben und zu sinnlosen sportlichen Übungen gezwungen

Im Jahr 1931, einen Tag vor dem „Großen Feuer“, sind der Händler Abraham, sein Sohn und seine Tochter Rosa, in den Straßen Thessalonikis unterwegs. Sie verkaufen Kleidung, alte und neue. In der kleinen Wohnung, die sie sich teilen, lernen die Kinder Vokabeln in verschiedensten Sprachen. An diesem Tag werden sie jedoch von Soldaten unterbrochen, die plötzlich in ihrem Zimmer stehen. Unterdessen genießt Sarina mit ihrer Familie ein Picknick. Im Grünen, etwas außerhalb von der Stadt, tanzen sie und genießen den Tag.
Einige Jahre später. In der Innenstadt haben deutsche Soldaten eine größere Zahl jüdischer Männer zusammengetrieben. Sie zwingen sie zu sinnlosen sportlichen Übungen, die sie ständig wiederholen müssen. Zufällig wählen sie einige von ihnen aus, um sie zu ohrfeigen, sie zu verprügeln oder auf andere Weise zu demütigen. Vor der Stadt erschießen Soldaten wahllos Männer. Andere werden zum Laufen über Wiesen und durch den tiefen Matsch gezwungen, unter ihnen Sarinas Vater. Manche der Männer fallen entkräftet zu Boden. Irgendwann erreichen sie die Innenstadt des modernen Thessalonikis.
Im Jahr 1943 erzählt Sarina von ihrem Leben im Ghetto und ihrer Angst vor einer Deportation. Sie fleht Gott an, ihnen zu helfen. Die Schwester von Leon, einem jungen Mann, ist gestorben, und bei der Andacht beginnt er laut zu klagen. Ein Grab wird für sie ausgehoben. 
Nach dem Krieg foltern einige wenige überlebende, jüdische Männer ihre vormaligen Peiniger. Leon kann sich wieder frei in der Stadt bewegen, wo er seine Schwester trifft. Man hat seit Beginn der Verfolgung ihrer Leute 96 Prozent der jüdischen Bevölkerung Thessalonikis ermordet, oder sie sind gestorben.

## Produktion

### Entwicklung und Besetzung

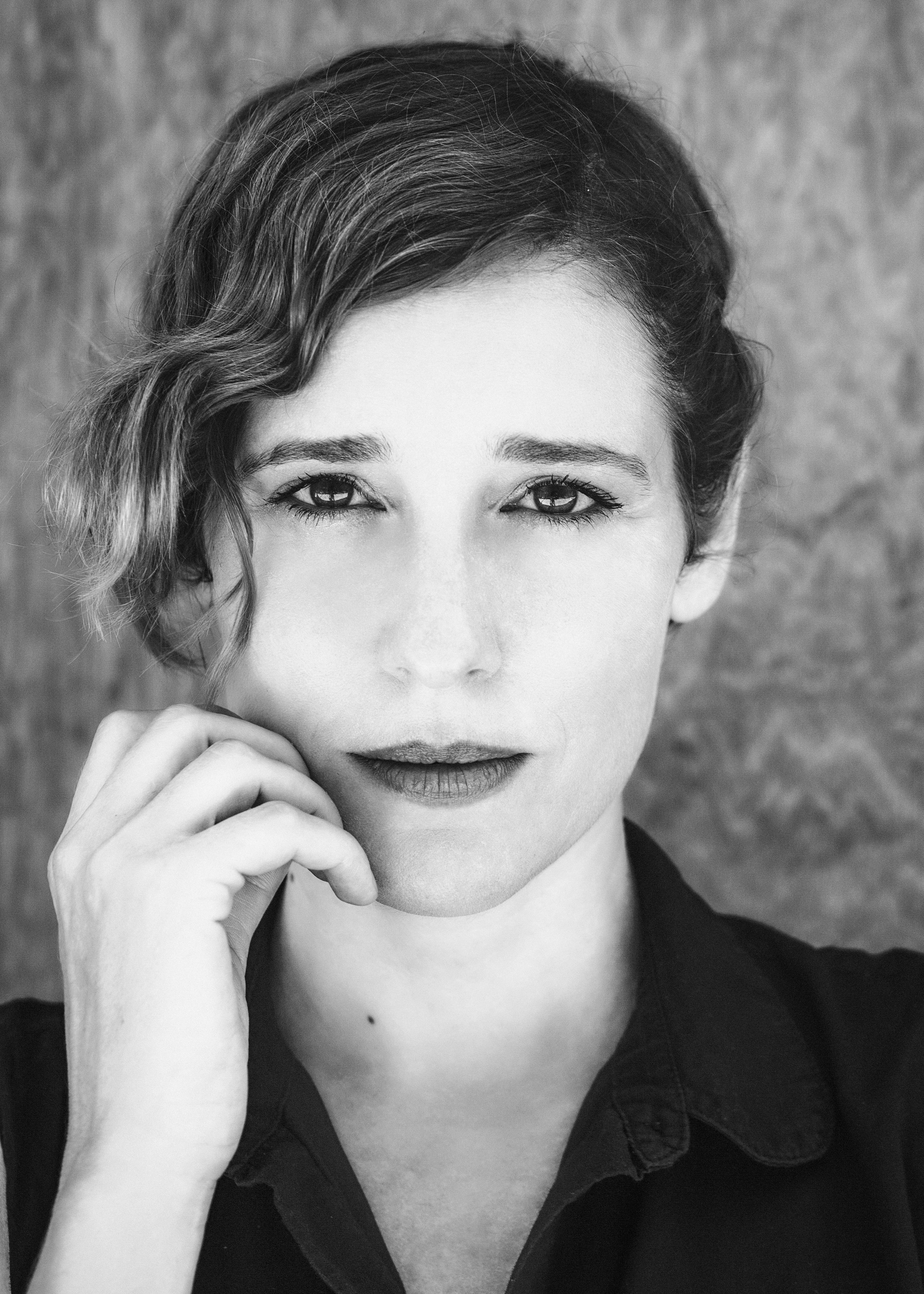
Angeliki Papoulia spielt Sarina

The City and the City wurde als 70-minütiges Projekt vom Thessaloniki International Film Festival und der Metropolitan Organization des Museums of Visual Arts von Thessaloniki in Auftrag gegeben und balanciert zwischen Film und Installation. Die einzelnen Episoden begleiten verschiedene Mitglieder der Jüdischen Gemeinde Thessalonikis von 1910 bis 1965. Einst war diese sehr groß, umfasste aber nach dem Holocaust noch rund 1.500 Personen.
Regie führten die beide 1978 in Thessaloniki geborenen Syllas Tzoumerkas und Christos Passalis, die auch als Schauspieler tätig sind. Tzoumerkas hatte zuvor bereits mehrfach Regie geführt, so bei dem Dokumentarfilm Out of Place.  Für Passalis handelt es sich um das Regiedebüt. Sie konzipierten The City and the City als einen Episodenfilm. Die einzelnen Episoden stellten sie in der modernen Stadtlandschaft von Thessaloniki nach.
Die griechische Theater- und Filmschauspielerin Angeliki Papoulia, die vor allem für ihre Rollen in den Filmen von Giorgos Lanthimos bekannt ist, spielt Sarina. Für Vassilis Kanakis, der Leon spielt, handelt es sich um seine erste Filmrolle.

### Aufbau, Dreharbeiten und Filmstil
Grundsätzlich ist der Film chronologisch aufgebaut und in sechs Kapitel unterteilt, die mit Zwischentiteln überschrieben sind, die die wichtigsten Ereignisse in diesen beschreiben. Dabei wechselt der Film zwischen verschiedenen Aufnahmestilen hin und her. Teils wurde er in Schwarzweiß, teils in Farbe gedreht, wobei die Farbgebung oft inmitten von Szenen wechselt. Dabei sind, manchmal nur im Hintergrund, Straßen mit modernen Autos und Bussen oder andere Stadtansichten von Thessaloniki zu sehen. Als die von Vassilis Kanakis gespielte Figur aus dem Konzentrationslager zurückkehrt, umarmt ihn seine Schwester, gespielt von Papandreou, auf dem Bürgersteig im modernen Thessaloniki. Diese Szene wurde wie ein moderner Arthouse-Film gedreht und geschnitten. Als Kameramann fungierte Simos Sarketzis, als Filmeditor Giorgos Zafeiris.

### Veröffentlichung
Die Premiere erfolgte am 15. Februar 2022 bei den Internationalen Filmfestspielen in Berlin, wo The City and the City in der Sektion Encounters gezeigt wurde. Ab Mitte März 2022 wurde er beim Thessaloniki Documentary Festival vorgestellt. Der Kinostart in Griechenland erfolgte am 8. April 2022. Ende April 2022 wurde er im Rahmen der Reihe New Directors / New Films, einem gemeinsamen Filmfestival des New Yorker Museum of Modern Art und der Film Society of Lincoln Center, gezeigt. Ebenfalls Ende April und Anfang Mai 2022 wurde er im Rahmen des Filmfestivals Crossing Europe gezeigt.

## Rezeption

### Kritiken
Jared Mobarak von The Film Stage beschreibt The City and the City als eine wie ein Traum wirkende Mischung von Humor und Elegie und von Geschichte und Fantasie, mit der die Auswirkungen des Holocaust auf Thessaloniki teils metaphorisch aufgezeigt werden. Christos Passalis und Syllas Tzoumerkas würden den Zuschauer nicht, wie in so vielen anderen Filmen, in ein Konzentrationslager mitnehmen, um diesen erschütternden Albtraum mitzuerleben, vielmehr zwängen sie das Publikum in Thessaloniki zu bleiben, um den Holocaust dort mitanzusehen. Auch wenn der Film in seiner Struktur manchmal verwirrend sein könne und es aufgrund der Mischung aus Schwarzweiß- und Farbaufnahmen nicht leicht sei, Vergangenheit und Gegenwart oder Fiktion und Tatsachen zu unterscheiden, sei erkennbar, was die Macher des Films beabsichtigten, so Mobarak.

### Auszeichnungen
Internationale Filmfestspiele Berlin 2022
- Nominierung im Encounters-Wettbewerb[10]
- Nominierung für den Amnesty International Filmpreis[11]